# Chloe Margrethe Fausa
Chloe Margrethe Fausa (15 maggio 1992) è un'ex sciatrice alpina norvegese.

## Biografia
Chloe Margrethe Fausa ha esordito in una gara valida ai fini del punteggio FIS il 20 novembre 2007 a Hemsedal, in supergigante, arrivando 56ª. Ha debuttato il 26 novembre 2008 in Coppa Europa  a Trysil in slalom gigante, non riuscendo a concludere la seconda manche, in Coppa del Mondo il 23 ottobre 2010 a Sölden, senza qualificarsi per la seconda manche dello slalom gigante in programma (sua unica presenza nel massimo circuito), e in Nor-Am Cup il 2 dicembre 2013  a Loveland, classificandosi 13ª nella medesima specialità.
Sempre in slalom gigante ha conquistato, il 15 dicembre successivo a Vail, la sua unica vittoria, nonché primo podio, nel circuito continentale nordamericano, nel quale è salita per l'ultima volta sul podio il 17 dicembre 2015 nella medesima specialità a Panorama (3ª). Si è ritirata durante la stagione 2016-2017 e la sua ultima gara è stata uno slalom gigante universitario disputato il 28 gennaio ad Alyeska, chiuso dalla Fausa all'11º posto; in carriera non ha preso parte né a rassegne olimpiche né iridate.

## Palmarès

### Coppa Europa
- Miglior piazzamento in classifica generale: 111ª nel 2011

### Nor-Am Cup
- Miglior piazzamento in classifica generale: 10ª nel 2014
- 3 podi:
  - 2 vittorie
  - 1 terzo posto

#### Nor-Am Cup - vittorie
| Data             | Località | Paese       | Specialità |
| ---------------- | -------- | ----------- | ---------- |
| 15 dicembre 2013 | Vail     | Stati Uniti | GS         |
| 16 dicembre 2013 | Vail     | Stati Uniti | GS         |

Legenda:

GS = slalom gigante

### Australia New Zealand Cup
- Miglior piazzamento in classifica generale: 2ª nel 2011
- Vincitrice della classifica di slalom gigante nel 2011
- 2 podi:
  - 1 secondo posto
  - 1 terzo posto

### Campionati norvegesi
- 4 medaglie[1]:
  - 1 argento (slalom gigante nel 2011)
  - 3 bronzi (slalom gigante nel 2009; slalom gigante, slalom speciale nel 2013)

### Campionati norvegesi juniores
- 4 ori (slalom gigante, slalom speciale nel 2009; slalom gigante, slalom speciale nel 2012)[senza fonte]